# Copa Libertadores da América de 2019

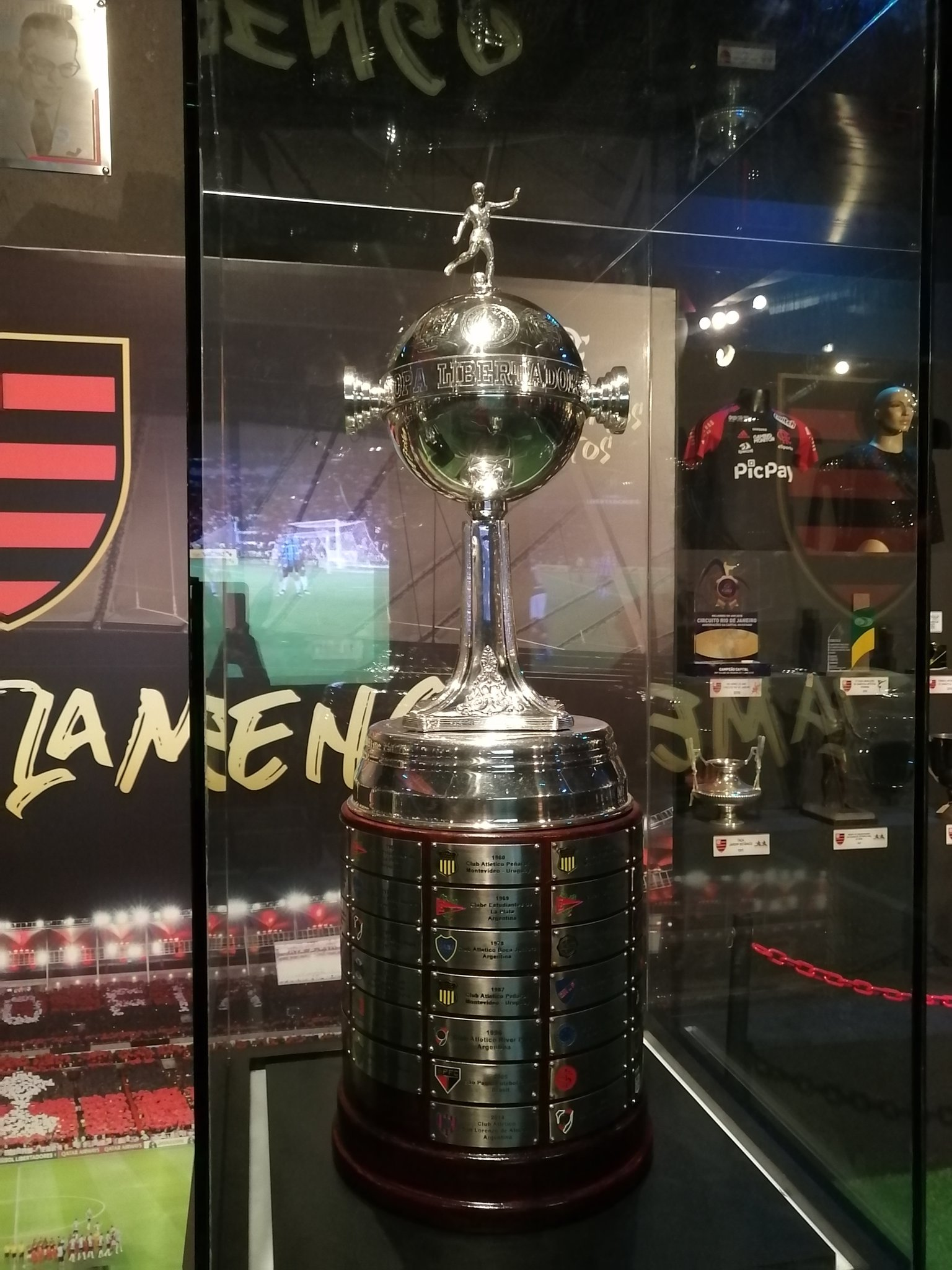
Troféu da edição de 2019, vencida pelo Flamengo.

Copa Libertadores da América de 2019, oficialmente CONMEBOL Libertadores 2019, foi a 60.ª edição da competição de futebol realizada anualmente pela Confederação Sul-Americana de Futebol (CONMEBOL). Participaram clubes das dez associações sul-americanas.
Em 2017, a CONMEBOL propôs que a final da Copa Libertadores fosse disputada em uma partida única, ao invés dos dois jogos na casa de cada um dos finalistas. Em 23 de fevereiro de 2018, a confederação confirmou que a partir desta edição a final seria disputada em jogo único em um local previamente escolhido. Em 14 de agosto de 2018, ficou definido que a final seria no Estádio Nacional em Santiago, no Chile, em 23 de novembro, porém, devido aos protestos que ocorreram no Chile, a CONMEBOL em comum acordo com as equipes finalistas decidiram em 5 de novembro mudar o palco da final para a capital peruana, Lima, no Estádio Monumental.
O Flamengo sagrou-se campeão pela segunda vez na história, ao derrotar na final o River Plate, que defendia o título, por 2–1. Com isso ganhou o direito de representar a CONMEBOL na Copa do Mundo de Clubes da FIFA de 2019 no Catar, o confronto com o campeão da Copa Sul-Americana de 2019 na Recopa Sul-Americana de 2020, além de se classificar automaticamente para a fase de grupos da Copa Libertadores da América de 2020.

## Equipes classificadas
| País                                          | Equipe                    | Classificação                                      | Fase           |
| --------------------------------------------- | ------------------------- | -------------------------------------------------- | -------------- |
| Argentina · (6 vagas + atual campeão)         | River Plate               | Campeão da Copa Libertadores de 2018               | Fase de grupos |
| Argentina · (6 vagas + atual campeão)         | Boca Juniors              | Campeão do Campeonato Argentino 2017–18            | Fase de grupos |
| Argentina · (6 vagas + atual campeão)         | Godoy Cruz                | Vice-campeão do Campeonato Argentino 2017–18       | Fase de grupos |
| Argentina · (6 vagas + atual campeão)         | Rosário Central           | Campeão da Copa Argentina 2017–18                  | Fase de grupos |
| Argentina · (6 vagas + atual campeão)         | San Lorenzo               | 3º colocado do Campeonato Argentino 2017–18        | Fase de grupos |
| Argentina · (6 vagas + atual campeão)         | Huracán                   | 4º colocado do Campeonato Argentino 2017–18        | Fase de grupos |
| Argentina · (6 vagas + atual campeão)         | Talleres                  | 5º colocado do Campeonato Argentino 2017–18        | Segunda fase   |
| Bolívia · (4 vagas)                           | Jorge Wilstermann         | Campeão do Torneio Apertura 2018                   | Fase de grupos |
| Bolívia · (4 vagas)                           | San José                  | Campeão do Torneio Clausura 2018                   | Fase de grupos |
| Bolívia · (4 vagas)                           | The Strongest             | Vice-campeão do Torneio Clausura 2018              | Segunda fase   |
| Bolívia · (4 vagas)                           | Bolívar                   | Melhor pontuação na temporada 2018                 | Primeira fase  |
| Brasil · (7 vagas + campeão da Sul-Americana) | Athletico Paranaense      | Campeão da Copa Sul-Americana de 2018              | Fase de grupos |
| Brasil · (7 vagas + campeão da Sul-Americana) | Cruzeiro                  | Campeão da Copa do Brasil 2018                     | Fase de grupos |
| Brasil · (7 vagas + campeão da Sul-Americana) | Palmeiras                 | Campeão do Campeonato Brasileiro Série A 2018      | Fase de grupos |
| Brasil · (7 vagas + campeão da Sul-Americana) | Flamengo                  | Vice-campeão do Campeonato Brasileiro Série A 2018 | Fase de grupos |
| Brasil · (7 vagas + campeão da Sul-Americana) | Internacional             | 3º colocado do Campeonato Brasileiro Série A 2018  | Fase de grupos |
| Brasil · (7 vagas + campeão da Sul-Americana) | Grêmio                    | 4º colocado do Campeonato Brasileiro Série A 2018  | Fase de grupos |
| Brasil · (7 vagas + campeão da Sul-Americana) | São Paulo                 | 5º colocado do Campeonato Brasileiro Série A 2018  | Segunda fase   |
| Brasil · (7 vagas + campeão da Sul-Americana) | Atlético Mineiro          | 6º colocado do Campeonato Brasileiro Série A 2018  | Segunda fase   |
| Chile · (4 vagas)                             | Universidad Católica      | Campeão do Campeonato Chileno 2018                 | Fase de grupos |
| Chile · (4 vagas)                             | Universidad de Concepción | Vice-campeão do Campeonato Chileno 2018            | Fase de grupos |
| Chile · (4 vagas)                             | Universidad de Chile      | 3º colocado do Campeonato Chileno 2018             | Segunda fase   |
| Chile · (4 vagas)                             | Palestino                 | Campeão da Copa Chile 2018                         | Segunda fase   |
| Colômbia · (4 vagas)                          | Deportes Tolima           | Campeão do Torneio Apertura 2018                   | Fase de grupos |
| Colômbia · (4 vagas)                          | Junior de Barranquilla    | Campeão do Torneio Finalización 2018               | Fase de grupos |
| Colômbia · (4 vagas)                          | Independiente Medellín    | Melhor pontuação na temporada 2018                 | Segunda fase   |
| Colômbia · (4 vagas)                          | Atlético Nacional         | Campeão da Copa da Colômbia 2018                   | Segunda fase   |
| Equador · (4 vagas)                           | LDU Quito                 | Campeão do Campeonato Equatoriano 2018             | Fase de grupos |
| Equador · (4 vagas)                           | Emelec                    | Vice-campeão do Campeonato Equatoriano 2018        | Fase de grupos |
| Equador · (4 vagas)                           | Barcelona de Guayaquil    | Melhor pontuação na temporada 2018                 | Segunda fase   |
| Equador · (4 vagas)                           | Delfín                    | 2ª melhor pontuação na temporada 2018              | Primeira fase  |
| Paraguai · (4 vagas)                          | Olimpia                   | Campeão dos Torneios Apertura e Clausura 2018      | Fase de grupos |
| Paraguai · (4 vagas)                          | Cerro Porteño             | Melhor pontuação na temporada 2018                 | Fase de grupos |
| Paraguai · (4 vagas)                          | Libertad                  | 2ª melhor pontuação na temporada 2018              | Segunda fase   |
| Paraguai · (4 vagas)                          | Nacional                  | 3ª melhor pontuação na temporada 2018              | Primeira fase  |
| Peru · (4 vagas)                              | Sporting Cristal          | Campeão do Campeonato Descentralizado 2018         | Fase de grupos |
| Peru · (4 vagas)                              | Alianza Lima              | Vice-campeão do Campeonato Descentralizado 2018    | Fase de grupos |
| Peru · (4 vagas)                              | Melgar                    | 3º colocado do Campeonato Descentralizado 2018     | Segunda fase   |
| Peru · (4 vagas)                              | Real Garcilaso            | Melhor pontuação na temporada 2018                 | Primeira fase  |
| Uruguai · (4 vagas)                           | Peñarol                   | Campeão do Campeonato Uruguaio 2018                | Fase de grupos |
| Uruguai · (4 vagas)                           | Nacional                  | Vice-campeão do Campeonato Uruguaio 2018           | Fase de grupos |
| Uruguai · (4 vagas)                           | Danubio                   | Melhor pontuação na temporada 2018                 | Segunda fase   |
| Uruguai · (4 vagas)                           | Defensor Sporting         | 2ª melhor pontuação na temporada 2018              | Primeira fase  |
| Venezuela · (4 vagas)                         | Zamora                    | Campeão do Campeonato Venezuelano 2018             | Fase de grupos |
| Venezuela · (4 vagas)                         | Deportivo Lara            | Vice-campeão do Campeonato Venezuelano 2018        | Fase de grupos |
| Venezuela · (4 vagas)                         | Caracas                   | Melhor pontuação na temporada 2018                 | Segunda fase   |
| Venezuela · (4 vagas)                         | Deportivo La Guaira       | 2ª melhor pontuação na temporada 2018              | Primeira fase  |

## Calendário
O calendário de cada fase foi divulgado em 16 de agosto de 2018. Entretanto com a mudança das datas da Copa América de 2019 no Brasil, a Confederação Brasileira de Futebol confirmou em seu calendário próprio mudanças nos dias de disputa da fase final da competição:
| Fase             | Ida                                           | Volta                                         |
| ---------------- | --------------------------------------------- | --------------------------------------------- |
| Primeira fase    | 22 e 23 de janeiro                            | 29 e 30 de janeiro                            |
| Segunda fase     | 5 a 7 de fevereiro                            | 12 a 14 de fevereiro                          |
| Terceira fase    | 19 a 21 de fevereiro                          | 26 a 28 de fevereiro                          |
| Fase de grupos   | 5 de março a 9 de maio                        | 5 de março a 9 de maio                        |
| Oitavas de final | 23 a 25 de julho                              | 30 de julho a 1 de agosto                     |
| Quartas de final | 20 a 22 de agosto                             | 27 a 29 de agosto                             |
| Semifinais       | 1 e 2 de outubro                              | 22 e 23 de outubro                            |
| Final            | 23 de novembro no Estádio Monumental, em Lima | 23 de novembro no Estádio Monumental, em Lima |

## Sorteio
O sorteio da primeira fase foi realizado em 17 de dezembro de 2018 no Centro de Convenções da CONMEBOL em Luque, no Paraguai mesmo dia em que as primeiras fases da Copa Sul-Americana de 2019 foram sorteadas.
Os times foram posicionados de acordo com a fase de disputa e levando em consideração o ranking da CONMEBOL de 15 de dezembro de 2018 (em parêntesis):
|                | Pote 1 | Pote 1 | Pote 2 | Pote 2 |
| -------------- | --- | --- | --- | --- |
| Primeira fase  | - Defensor Sporting (35) - Nacional (37) - Real Garcilaso (57) | - Defensor Sporting (35) - Nacional (37) - Real Garcilaso (57) | - Delfín (87) - Deportivo La Guaira (209) - Bolívar (21)[a] | - Delfín (87) - Deportivo La Guaira (209) - Bolívar (21)[a] |
|                | Pote 1 | Pote 1 | Pote 2 | Pote 2 |
| Segunda fase   | - Atlético Nacional (4) - Atlético Mineiro (10) - São Paulo (13) - Libertad (23) - Barcelona de Guayaquil (24) - Universidad de Chile (29) - Independiente Medellín (64) - Caracas (67) | - Atlético Nacional (4) - Atlético Mineiro (10) - São Paulo (13) - Libertad (23) - Barcelona de Guayaquil (24) - Universidad de Chile (29) - Independiente Medellín (64) - Caracas (67) | - Melgar (80) - Palestino (84) - Danubio (85) - Talleres (182) - The Strongest (27)[a] - Vencedor primeira fase 1 - Vencedor primeira fase 2 - Vencedor primeira fase 3 | - Melgar (80) - Palestino (84) - Danubio (85) - Talleres (182) - The Strongest (27)[a] - Vencedor primeira fase 1 - Vencedor primeira fase 2 - Vencedor primeira fase 3                                       |
|                | Pote 1 | Pote 2 | Pote 3 | Pote 4 |
| Fase de grupos | - River Plate (1) (CL) - Boca Juniors (2) - Grêmio (3) - Nacional (5) - Peñarol (6) - Palmeiras (7) - Cruzeiro (9) - Olimpia (12)                                                       | - Athletico Paranaense (53) (CS) - San Lorenzo (14) - Cerro Porteño (15) - Emelec (16) - Internacional (25) - Flamengo (30) - Universidad Católica (33) - Sporting Cristal (34)         | - Jorge Wilstermann (41) - Rosário Central (43) - LDU Quito (46) - Junior de Barranquilla (51) - Alianza Lima (55) - Huracán (59) - Godoy Cruz (60) - Zamora (69)       | - Deportivo Lara (72) - Deportes Tolima (76) - Universidad de Concepción (152) - San José (83)[a] - Vencedor terceira fase 1 - Vencedor terceira fase 2 - Vencedor terceira fase 3 - Vencedor terceira fase 4 |

## Fases preliminares

### Primeira fase
A primeira fase foi disputada por seis equipes provenientes de Bolívia, Equador, Paraguai, Peru, Uruguai e Venezuela, em partidas eliminatórias de ida e volta. Em caso de empate no placar agregado, a regra do gol fora de casa seria considerada e, persistindo a igualdade, a vaga seria definida na disputa por pênaltis. Os confrontos desta fase foram definidos através de sorteio.
| Chave | Equipe 1            | Total    | Equipe 2          | Ida | Volta |
| ----- | ------------------- | -------- | ----------------- | --- | ----- |
| E1    | Delfín              | 5–1      | Nacional          | 3–0 | 2–1   |
| E2    | Deportivo La Guaira | 2–2 (gf) | Real Garcilaso    | 1–0 | 1–2   |
| E3    | Bolívar             | 5–6      | Defensor Sporting | 2–4 | 3–2   |

### Segunda fase
A segunda fase foi disputada por 16 equipes, sendo 13 delas provenientes de Argentina, Bolívia, Brasil, Chile, Colômbia, Equador, Paraguai, Peru, Uruguai e Venezuela, mais os três vencedores da fase anterior, em partidas eliminatórias de ida e volta. Em caso de empate no placar agregado, a regra do gol fora de casa seria considerada e, persistindo a igualdade, a vaga seria definida na disputa por pênaltis. Os confrontos desta fase foram definidos através de sorteio.
| Chave | Equipe 1            | Total       | Equipe 2               | Ida    | Volta |
| ----- | ------------------- | ----------- | ---------------------- | ------ | ----- |
| C1    | Danubio             | 4–5         | Atlético Mineiro       | 2–2    | 2–3   |
| C2    | Melgar              | 1–0         | Universidad de Chile   | 1–0    | 0–0   |
| C3    | The Strongest       | 2–6         | Libertad               | 1–1    | 1–5   |
| C4    | Palestino           | 2–2 (4–1 p) | Independiente Medellín | 1–1    | 1–1   |
| C5    | Talleres            | 2–0         | São Paulo              | 2–0    | 0–0   |
| C6    | Deportivo La Guaira | 0–1         | Atlético Nacional      | 0–1    | 0–0   |
| C7    | Delfín              | 1–1 (gf)    | Caracas                | 1–1    | 0–0   |
| C8    | Defensor Sporting   | 3–1         | Barcelona de Guayaquil | 3–0[b] | 0–1   |

### Terceira fase
A terceira fase foi disputada pelas oito equipes vencedoras da fase anterior, em partidas eliminatórias de ida e volta. Em caso de empate no placar agregado, a regra do gol fora de casa seria considerada e, persistindo a igualdade, a vaga seria definida na disputa por pênaltis. Os vencedores da cada confronto foram classificados à fase de grupos.
| Chave | Equipe 1          | Total       | Equipe 2          | Ida | Volta |
| ----- | ----------------- | ----------- | ----------------- | --- | ----- |
| G1    | Defensor Sporting | 0–2         | Atlético Mineiro  | 0–2 | 0–0   |
| G2    | Melgar            | 3–2         | Caracas           | 2–0 | 1–2   |
| G3    | Libertad          | 1–1 (5–4 p) | Atlético Nacional | 1–0 | 0–1   |
| G4    | Talleres          | 3–4         | Palestino         | 2–2 | 1–2   |

### Classificação à Copa Sul-Americana
As duas melhores equipes entre as derrotadas na terceira fase foram transferidas para a segunda fase da Copa Sul-Americana 2019. Apenas partidas disputadas na terceira fase foram contabilizadas para este ranking.
| Equipe            | Pts | J | V | E | D | GP | GC | SG | Qualificação       |
| ----------------- | --- | - | - | - | - | -- | -- | -- | ------------------ |
| Atlético Nacional | 3   | 2 | 1 | 0 | 1 | 1  | 1  | 0  | Copa Sul-Americana |
| Caracas           | 3   | 2 | 1 | 0 | 1 | 2  | 3  | –1 | Copa Sul-Americana |
| Talleres          | 1   | 2 | 0 | 1 | 1 | 3  | 4  | –1 | Eliminados         |
| Defensor Sporting | 1   | 2 | 0 | 1 | 1 | 0  | 2  | –2 | Eliminados         |

## Fase de grupos
Os vencedores e os segundos classificados de cada grupo avançaram para as oitavas de final, enquanto os terceiros colocados foram transferidos para a Copa Sul-Americana de 2019.
| Legenda | Legenda                                                   |
| ------- | --------------------------------------------------------- |
|         | Classificados à fase final                                |
|         | Transferidos à segunda fase da Copa Sul-Americana de 2019 |
|         | Eliminados                                                |

### Grupo A
| Pos | Equipe        | Pts | J | V | E | D | GP | GC | SG  | Classificado               |  | INT | RIV | PTN | ALI |
| --- | ------------- | --- | - | - | - | - | -- | -- | --- | -------------------------- |  | --- | --- | --- | --- |
| 1   | Internacional | 14  | 6 | 4 | 2 | 0 | 11 | 6  | +5  | Fase final                 |  | —   | 2–2 | 3–2 | 2–0 |
| 2   | River Plate   | 10  | 6 | 2 | 4 | 0 | 10 | 5  | +5  | Fase final                 |  | 2–2 | —   | 0–0 | 3–0 |
| 3   | Palestino     | 7   | 6 | 2 | 1 | 3 | 7  | 7  | 0   | Play-offs da Sul-Americana |  | 0–1 | 0–2 | —   | 3–0 |
| 4   | Alianza Lima  | 1   | 6 | 0 | 1 | 5 | 2  | 12 | −10 |                            |  | 0–1 | 1–1 | 1–2 | —   |

### Grupo B
| Pos | Equipe         | Pts | J | V | E | D | GP | GC | SG | Classificado               |  | CRU | EME | LAR | HUR |
| --- | -------------- | --- | - | - | - | - | -- | -- | -- | -------------------------- |  | --- | --- | --- | --- |
| 1   | Cruzeiro       | 15  | 6 | 5 | 0 | 1 | 11 | 2  | +9 | Fase final                 |  | —   | 1–2 | 2–0 | 4–0 |
| 2   | Emelec         | 9   | 6 | 2 | 3 | 1 | 6  | 5  | +1 | Fase final                 |  | 0–1 | —   | 2–2 | 0–0 |
| 3   | Deportivo Lara | 5   | 6 | 1 | 2 | 3 | 4  | 10 | −6 | Play-offs da Sul-Americana |  | 0–2 | 0–0 | —   | 2–1 |
| 4   | Huracán        | 4   | 6 | 1 | 1 | 4 | 5  | 9  | −4 |                            |  | 0–1 | 1–2 | 3–0 | —   |

### Grupo C
| Pos | Equipe                    | Pts | J | V | E | D | GP | GC | SG | Classificado               |  | OLI | GOD | SCR | UCO |
| --- | ------------------------- | --- | - | - | - | - | -- | -- | -- | -------------------------- |  | --- | --- | --- | --- |
| 1   | Olimpia                   | 9   | 6 | 2 | 3 | 1 | 9  | 6  | +3 | Fase final                 |  | —   | 2–1 | 0–1 | 1–1 |
| 2   | Godoy Cruz                | 9   | 6 | 2 | 3 | 1 | 5  | 3  | +2 | Fase final                 |  | 0–0 | —   | 2–0 | 1–0 |
| 3   | Sporting Cristal          | 7   | 6 | 2 | 1 | 3 | 8  | 11 | −3 | Play-offs da Sul-Americana |  | 0–3 | 1–1 | —   | 2–0 |
| 4   | Universidad de Concepción | 6   | 6 | 1 | 3 | 2 | 9  | 11 | −2 |                            |  | 3–3 | 0–0 | 5–4 | —   |

### Grupo D
| Pos | Equipe    | Pts | J | V | E | D | GP | GC | SG  | Classificado               |  | FLA | LDU | PEN | SJO |
| --- | --------- | --- | - | - | - | - | -- | -- | --- | -------------------------- |  | --- | --- | --- | --- |
| 1   | Flamengo  | 10  | 6 | 3 | 1 | 2 | 11 | 5  | +6  | Fase final                 |  | —   | 3–1 | 0–1 | 6–1 |
| 2   | LDU Quito | 10  | 6 | 3 | 1 | 2 | 12 | 8  | +4  | Fase final                 |  | 2–1 | —   | 2–0 | 4–0 |
| 3   | Peñarol   | 10  | 6 | 3 | 1 | 2 | 7  | 5  | +2  | Play-offs da Sul-Americana |  | 0–0 | 1–0 | —   | 4–0 |
| 4   | San José  | 4   | 6 | 1 | 1 | 4 | 7  | 19 | −12 |                            |  | 0–1 | 3–3 | 3–1 | —   |

### Grupo E
| Pos | Equipe           | Pts | J | V | E | D | GP | GC | SG | Classificado               |  | CPO | CNF | ATM | ZAM |
| --- | ---------------- | --- | - | - | - | - | -- | -- | -- | -------------------------- |  | --- | --- | --- | --- |
| 1   | Cerro Porteño    | 13  | 6 | 4 | 1 | 1 | 10 | 5  | +5 | Fase final                 |  | —   | 1–0 | 4–1 | 2–1 |
| 2   | Nacional         | 13  | 6 | 4 | 1 | 1 | 5  | 2  | +3 | Fase final                 |  | 1–1 | —   | 1–0 | 1–0 |
| 3   | Atlético Mineiro | 6   | 6 | 2 | 0 | 4 | 6  | 10 | −4 | Play-offs da Sul-Americana |  | 0–1 | 0–1 | —   | 3–2 |
| 4   | Zamora           | 3   | 6 | 1 | 0 | 5 | 6  | 10 | −4 |                            |  | 2–1 | 0–1 | 1–2 | —   |

### Grupo F
| Pos | Equipe                 | Pts | J | V | E | D | GP | GC | SG  | Classificado               |  | PAL | SLO | MEL | JUN |
| --- | ---------------------- | --- | - | - | - | - | -- | -- | --- | -------------------------- |  | --- | --- | --- | --- |
| 1   | Palmeiras              | 15  | 6 | 5 | 0 | 1 | 13 | 1  | +12 | Fase final                 |  | —   | 1–0 | 3–0 | 3–0 |
| 2   | San Lorenzo            | 10  | 6 | 3 | 1 | 2 | 4  | 2  | +2  | Fase final                 |  | 1–0 | —   | 2–0 | 1–0 |
| 3   | Melgar                 | 7   | 6 | 2 | 1 | 3 | 2  | 9  | −7  | Play-offs da Sul-Americana |  | 0–4 | 0–0 | —   | 1–0 |
| 4   | Junior de Barranquilla | 3   | 6 | 1 | 0 | 5 | 1  | 8  | −7  |                            |  | 0–2 | 1–0 | 0–1 | —   |

### Grupo G
| Pos | Equipe               | Pts | J | V | E | D | GP | GC | SG | Classificado               |  | BOC | ATP | TOL | JWI |
| --- | -------------------- | --- | - | - | - | - | -- | -- | -- | -------------------------- |  | --- | --- | --- | --- |
| 1   | Boca Juniors         | 11  | 6 | 3 | 2 | 1 | 11 | 6  | +5 | Fase final                 |  | —   | 2–1 | 3–0 | 4–0 |
| 2   | Athletico Paranaense | 9   | 6 | 3 | 0 | 3 | 11 | 6  | +5 | Fase final                 |  | 3–0 | —   | 1–0 | 4–0 |
| 3   | Deportes Tolima      | 8   | 6 | 2 | 2 | 2 | 7  | 8  | −1 | Play-offs da Sul-Americana |  | 2–2 | 1–0 | —   | 2–2 |
| 4   | Jorge Wilstermann    | 5   | 6 | 1 | 2 | 3 | 5  | 14 | −9 |                            |  | 0–0 | 3–2 | 0–2 | —   |

### Grupo H
| Pos | Equipe               | Pts | J | V | E | D | GP | GC | SG | Classificado               |  | LIB | GRE | UCA | RCE |
| --- | -------------------- | --- | - | - | - | - | -- | -- | -- | -------------------------- |  | --- | --- | --- | --- |
| 1   | Libertad             | 12  | 6 | 4 | 0 | 2 | 11 | 7  | +4 | Fase final                 |  | —   | 0–2 | 4–1 | 2–0 |
| 2   | Grêmio               | 10  | 6 | 3 | 1 | 2 | 8  | 4  | +4 | Fase final                 |  | 0–1 | —   | 2–0 | 3–1 |
| 3   | Universidad Católica | 7   | 6 | 2 | 1 | 3 | 7  | 11 | −4 | Play-offs da Sul-Americana |  | 2–3 | 1–0 | —   | 2–1 |
| 4   | Rosário Central      | 5   | 6 | 1 | 2 | 3 | 6  | 10 | −4 |                            |  | 2–1 | 1–1 | 1–1 | —   |

## Fase final
Após a conclusão da fase de grupos, o sorteio que definiu o chaveamento das equipes classificadas a partir das oitavas de final até a final foi realizado em 13 de maio no Centro de Convenções da CONMEBOL em Luque, no Paraguai.
As equipes que finalizaram em primeiro lugar na fase de grupos (pote 1 no sorteio) enfrentaram as equipes que finalizaram em segundo lugar (pote 2), podendo ser sorteadas equipes de um mesmo país ou que integraram o mesmo grupo na fase anterior. A pontuação obtida na fase de grupos serviu para a definição dos mandos de campo até a semifinal, com as equipes melhores posicionadas sempre realizando o jogo de volta como local (numerados de 1 a 16).
Equipes classificadas
| Nº | Primeiros dos grupos | Pts | SG  | Gr. |
| -- | -------------------- | --- | --- | --- |
| 1  | Palmeiras            | 15  | +12 | F   |
| 2  | Cruzeiro             | 15  | +9  | B   |
| 3  | Internacional        | 14  | +5  | A   |
| 4  | Cerro Porteño        | 13  | +5  | E   |
| 5  | Libertad             | 12  | +6  | H   |
| 6  | Boca Juniors         | 11  | +5  | G   |
| 7  | Flamengo             | 10  | +6  | D   |
| 8  | Olimpia              | 9   | +3  | C   |

| Nº | Segundos dos grupos  | Pts | SG | Gr. |
| -- | -------------------- | --- | -- | --- |
| 9  | Nacional             | 13  | +3 | E   |
| 10 | River Plate          | 10  | +5 | A   |
| 11 | LDU Quito            | 10  | +4 | D   |
| 12 | Grêmio               | 10  | +4 | H   |
| 13 | San Lorenzo          | 10  | +2 | F   |
| 14 | Athletico Paranaense | 9   | +5 | G   |
| 15 | Godoy Cruz           | 9   | +2 | C   |
| 16 | Emelec               | 9   | +1 | B   |

### Esquema
Os times que estão na parte superior do confronto possuem o mando de campo no primeiro jogo e em negrito os times classificados.
|  | Oitavas de final          | Oitavas de final          | Oitavas de final          | Oitavas de final          |   |             | Quartas de final  | Quartas de final  | Quartas de final  | Quartas de final  |  |             | Semifinais        | Semifinais        | Semifinais        | Semifinais        |          |   | Final          | Final          |
|  | 23 de julho a 1 de agosto | 23 de julho a 1 de agosto | 23 de julho a 1 de agosto | 23 de julho a 1 de agosto |   |             | 20 a 29 de agosto | 20 a 29 de agosto | 20 a 29 de agosto | 20 a 29 de agosto |  |             | 1 a 23 de outubro | 1 a 23 de outubro | 1 a 23 de outubro | 1 a 23 de outubro |          |   | 23 de novembro | 23 de novembro |
|  |                           |                           |                           |                           |   |             |                   |                   |                   |                   |  |             |                   |                   |                   |                   |          |   |                |                |
|  | Grêmio                    | 2                         | 3                         | 5                         |   |             |                   |                   |                   |                   |  |             |                   |                   |                   |                   |          |   |                |                |
|  | Libertad                  | 0                         | 0                         | 0                         |   |             |                   |                   |                   |                   |  |             |                   |                   |                   |                   |          |   |                |                |
|  | Libertad                  | 0                         | 0                         | 0                         |   | Grêmio (gf) | 0                 | 2                 | 2                 |                   |  |             |                   |                   |                   |                   |          |   |                |                |
|  |                           |                           |                           |                           |   | Grêmio (gf) | 0                 | 2                 | 2                 |                   |  |             |                   |                   |                   |                   |          |   |                |                |
|  |                           | Palmeiras                 | 1                         | 1                         | 2 |             |                   |                   |                   |                   |  |             |                   |                   |                   |                   |          |   |                |                |
|  | Godoy Cruz                | Palmeiras                 | 1                         | 1                         | 2 | 2           | 0                 | 2                 |                   |                   |  |             |                   |                   |                   |                   |          |   |                |                |
|  | Godoy Cruz                |                           |                           |                           |   | 2           | 0                 | 2                 |                   |                   |  |             |                   |                   |                   |                   |          |   |                |                |
|  | Palmeiras                 | 2                         | 4                         | 6                         |   |             |                   |                   |                   |                   |  |             |                   |                   |                   |                   |          |   |                |                |
|  | Palmeiras                 | 2                         | 4                         | 6                         |   |             |                   |                   |                   |                   |  | Grêmio      | 1                 | 0                 | 1                 |                   |          |   |                |                |
|  |                           |                           |                           |                           |   |             |                   |                   |                   |                   |  | Grêmio      | 1                 | 0                 | 1                 |                   |          |   |                |                |
|  |                           | Flamengo                  | 1                         | 5                         | 6 |             |                   |                   |                   |                   |  |             |                   |                   |                   |                   |          |   |                |                |
|  | Emelec                    | Flamengo                  | 1                         | 5                         | 6 | 2           | 0                 | 2 (2)             |                   |                   |  |             |                   |                   |                   |                   |          |   |                |                |
|  | Emelec                    |                           |                           |                           |   | 2           | 0                 | 2 (2)             |                   |                   |  |             |                   |                   |                   |                   |          |   |                |                |
|  | Flamengo (pen)            | 0                         | 2                         | 2 (4)                     |   |             |                   |                   |                   |                   |  |             |                   |                   |                   |                   |          |   |                |                |
|  | Flamengo (pen)            | 0                         | 2                         | 2 (4)                     |   | Flamengo    | 2                 | 1                 | 3                 |                   |  |             |                   |                   |                   |                   |          |   |                |                |
|  |                           |                           |                           |                           |   | Flamengo    | 2                 | 1                 | 3                 |                   |  |             |                   |                   |                   |                   |          |   |                |                |
|  |                           | Internacional             | 0                         | 1                         | 1 |             |                   |                   |                   |                   |  |             |                   |                   |                   |                   |          |   |                |                |
|  | Nacional                  | Internacional             | 0                         | 1                         | 1 | 0           | 0                 | 0                 |                   |                   |  |             |                   |                   |                   |                   |          |   |                |                |
|  | Nacional                  |                           |                           |                           |   | 0           | 0                 | 0                 |                   |                   |  |             |                   |                   |                   |                   |          |   |                |                |
|  | Internacional             | 1                         | 2                         | 3                         |   |             |                   |                   |                   |                   |  |             |                   |                   |                   |                   |          |   |                |                |
|  | Internacional             | 1                         | 2                         | 3                         |   |             |                   |                   |                   |                   |  |             |                   |                   |                   |                   | Flamengo | 2 |                |                |
|  |                           |                           |                           |                           |   |             |                   |                   |                   |                   |  |             |                   |                   |                   |                   |          | 2 |                |                |
|  |                           | River Plate               | 1                         |                           |   |             |                   |                   |                   |                   |  |             |                   |                   |                   |                   |          |   |                |                |
|  | River Plate (pen)         | River Plate               | 1                         | 0                         | 0 | 0 (4)       |                   |                   |                   |                   |  |             |                   |                   |                   |                   |          |   |                |                |
|  | River Plate (pen)         |                           |                           | 0                         | 0 | 0 (4)       |                   |                   |                   |                   |  |             |                   |                   |                   |                   |          |   |                |                |
|  | Cruzeiro                  | 0                         | 0                         | 0 (2)                     |   |             |                   |                   |                   |                   |  |             |                   |                   |                   |                   |          |   |                |                |
|  | Cruzeiro                  | 0                         | 0                         | 0 (2)                     |   | River Plate | 2                 | 1                 | 3                 |                   |  |             |                   |                   |                   |                   |          |   |                |                |
|  |                           |                           |                           |                           |   | River Plate | 2                 | 1                 | 3                 |                   |  |             |                   |                   |                   |                   |          |   |                |                |
|  |                           | Cerro Porteño             | 0                         | 1                         | 1 |             |                   |                   |                   |                   |  |             |                   |                   |                   |                   |          |   |                |                |
|  | San Lorenzo               | Cerro Porteño             | 0                         | 1                         | 1 | 0           | 1                 | 1                 |                   |                   |  |             |                   |                   |                   |                   |          |   |                |                |
|  | San Lorenzo               |                           |                           |                           |   | 0           | 1                 | 1                 |                   |                   |  |             |                   |                   |                   |                   |          |   |                |                |
|  | Cerro Porteño             | 0                         | 2                         | 2                         |   |             |                   |                   |                   |                   |  |             |                   |                   |                   |                   |          |   |                |                |
|  | Cerro Porteño             | 0                         | 2                         | 2                         |   |             |                   |                   |                   |                   |  | River Plate | 2                 | 0                 | 2                 |                   |          |   |                |                |
|  |                           |                           |                           |                           |   |             |                   |                   |                   |                   |  | River Plate | 2                 | 0                 | 2                 |                   |          |   |                |                |
|  |                           | Boca Juniors              | 0                         | 1                         | 1 |             |                   |                   |                   |                   |  |             |                   |                   |                   |                   |          |   |                |                |
|  | LDU Quito                 | Boca Juniors              | 0                         | 1                         | 1 | 3           | 1                 | 4                 |                   |                   |  |             |                   |                   |                   |                   |          |   |                |                |
|  | LDU Quito                 |                           |                           |                           |   | 3           | 1                 | 4                 |                   |                   |  |             |                   |                   |                   |                   |          |   |                |                |
|  | Olimpia                   | 1                         | 1                         | 2                         |   |             |                   |                   |                   |                   |  |             |                   |                   |                   |                   |          |   |                |                |
|  | Olimpia                   | 1                         | 1                         | 2                         |   | LDU Quito   | 0                 | 0                 | 0                 |                   |  |             |                   |                   |                   |                   |          |   |                |                |
|  |                           |                           |                           |                           |   | LDU Quito   | 0                 | 0                 | 0                 |                   |  |             |                   |                   |                   |                   |          |   |                |                |
|  |                           | Boca Juniors              | 3                         | 0                         | 3 |             |                   |                   |                   |                   |  |             |                   |                   |                   |                   |          |   |                |                |
|  | Athletico Paranaense      | Boca Juniors              | 3                         | 0                         | 3 | 0           | 0                 | 0                 |                   |                   |  |             |                   |                   |                   |                   |          |   |                |                |
|  | Athletico Paranaense      |                           |                           |                           |   | 0           | 0                 | 0                 |                   |                   |  |             |                   |                   |                   |                   |          |   |                |                |
|  | Boca Juniors              | 1                         | 2                         | 3                         |   |             |                   |                   |                   |                   |  |             |                   |                   |                   |                   |          |   |                |                |

### Final
| 23 de novembro | Flamengo           | 2 – 1     | River Plate | Estádio Monumental, Lima                   |
| 15:00 (UTC−5)  | Gabriel 89', 90+2' | Relatório | Borré 14'   | Público: 78 573 Árbitro: CHI Roberto Tobar |

## Premiação
| Copa Libertadores da América de 2019 |
| Brasil                               |
| ------------------------------------ |
| FLAMENGO Campeão (2º título)         |

## Estatísticas
| Jogador          | Equipe                    | Gols |
| ---------------- | ------------------------- | ---- |
| Gabriel          | Flamengo                  | 9    |
| Adrián Martínez  | Libertad                  | 6    |
| Gustavo Scarpa   | Palmeiras                 | 6    |
| Marco Ruben      | Athletico Paranaense      | 6    |
| Bruno Henrique   | Flamengo                  | 5    |
| Patricio Rubio   | Universidad de Concepción | 5    |
| Ricardo Oliveira | Atlético Mineiro          | 5    |

| Jogador         | Equipe           | Assis. |
| --------------- | ---------------- | ------ |
| Bruno Henrique  | Flamengo         | 6      |
| Joel Sánchez    | Melgar           | 4      |
| Alan Benítez    | Libertad         | 3      |
| Alisson         | Grêmio           | 3      |
| Dudu            | Palmeiras        | 3      |
| Juan Cazares    | Atlético Mineiro | 3      |
| Nico López      | Internacional    | 3      |
| Rafael Sóbis    | Internacional    | 3      |
| Ricardo Martins | Caracas          | 3      |

### Hat-tricks
| Jogador         | Clube                | Adversário    | Placar  | Data            | Ref.   |
| --------------- | -------------------- | ------------- | ------- | --------------- | ------ |
| Adrián Martínez | Libertad             | The Strongest | 5–1 (C) | 13 de fevereiro | [ 14 ] |
| Marco Ruben     | Athletico Paranaense | Boca Juniors  | 3–0 (C) | 2 de abril      | [ 15 ] |
| Fred            | Cruzeiro             | Huracán       | 4–0 (C) | 10 de abril     | [ 16 ] |
| Anderson Julio  | LDU Quito            | San José      | 4–0 (C) | 8 de maio       | [ 17 ] |

### Poker-trick
| Jogador        | Clube                     | Adversário       | Placar  | Data       | Ref.   |
| -------------- | ------------------------- | ---------------- | ------- | ---------- | ------ |
| Patricio Rubio | Universidad de Concepción | Sporting Cristal | 5–4 (C) | 6 de março | [ 18 ] |

## Maiores públicos
Esses são os dez maiores públicos do campeonato:
| Nº | Público | Mandante    | Placar | Visitante     | Estádio             | Data           | Fase      | Ref.   |
| -- | ------- | ----------- | ------ | ------------- | ------------------- | -------------- | --------- | ------ |
| 1  | 78 573  | Flamengo    | 2–1    | River Plate   | Monumental "U"      | 23 de novembro | Final     | [ 11 ] |
| 2  | 69 981  | Flamengo    | 5–0    | Grêmio        | Maracanã            | 23 de outubro  | Semifinal | [ 19 ] |
| 3  | 67 664  | Flamengo    | 2–0    | Emelec        | Maracanã            | 31 de julho    | Oitavas   | [ 20 ] |
| 4  | 66 716  | Flamengo    | 0–1    | Peñarol       | Maracanã            | 3 de abril     | Grupo D   | [ 21 ] |
| 5  | 66 366  | Flamengo    | 2–0    | Internacional | Maracanã            | 21 de agosto   | Quartas   | [ 22 ] |
| 6  | 64 814  | Flamengo    | 6–1    | San José      | Maracanã            | 11 de abril    | Grupo D   | [ 23 ] |
| 7  | 62 440  | Flamengo    | 3–1    | LDU Quito     | Maracanã            | 13 de março    | Grupo D   | [ 24 ] |
| 8  | 62 273  | River Plate | 2–0    | Boca Juniors  | Monumental de Núñez | 1 de outubro   | Semifinal |        |
| 9  | 55 796  | River Plate | 2–0    | Cerro Porteño | Monumental de Núñez | 22 de agosto   | Quartas   |        |
| 10 | 55 567  | Cruzeiro    | 0–0    | River Plate   | Mineirão            | 30 de julho    | Oitavas   | [ 25 ] |

## Classificação geral
Oficialmente a CONMEBOL não reconhece uma classificação geral de participantes na Copa Libertadores. A tabela a seguir classifica as equipes de acordo com a fase alcançada e considerando os critérios de desempate.
| Campeão                         |                      |    |    |   |   |   |    |    |     |
| 1                               | Flamengo             | 24 | 13 | 7 | 3 | 3 | 24 | 10 | +14 |
| Vice-campeão                    |                      |    |    |   |   |   |    |    |     |
| 2                               | River Plate          | 19 | 13 | 4 | 7 | 2 | 16 | 9  | +7  |
| Eliminados nas semifinais       |                      |    |    |   |   |   |    |    |     |
| 3                               | Boca Juniors         | 24 | 12 | 7 | 3 | 2 | 18 | 8  | +10 |
| 4                               | Grêmio               | 20 | 12 | 6 | 2 | 4 | 16 | 12 | +4  |
| Eliminados nas quartas de final |                      |    |    |   |   |   |    |    |     |
| 5                               | Palmeiras            | 22 | 10 | 7 | 1 | 2 | 21 | 5  | +16 |
| 6                               | Internacional        | 21 | 10 | 6 | 3 | 1 | 15 | 9  | +6  |
| 7                               | Cerro Porteño        | 18 | 10 | 5 | 3 | 2 | 13 | 9  | +4  |
| 8                               | LDU Quito            | 15 | 10 | 4 | 3 | 3 | 16 | 13 | +3  |
| Eliminados na oitavas de final  |                      |    |    |   |   |   |    |    |     |
| 9                               | Libertad             | 19 | 12 | 6 | 1 | 5 | 18 | 15 | +3  |
| 10                              | Cruzeiro             | 17 | 8  | 5 | 2 | 1 | 11 | 2  | +9  |
| 11                              | Nacional             | 13 | 8  | 4 | 1 | 3 | 5  | 5  | 0   |
| 12                              | Emelec               | 12 | 8  | 3 | 3 | 2 | 8  | 7  | +1  |
| 13                              | San Lorenzo          | 11 | 8  | 3 | 2 | 3 | 5  | 4  | +1  |
| 14                              | Olimpia              | 10 | 8  | 2 | 4 | 2 | 11 | 10 | +1  |
| 15                              | Godoy Cruz           | 10 | 8  | 2 | 4 | 2 | 7  | 9  | –2  |
| 16                              | Athletico Paranaense | 9  | 8  | 3 | 0 | 5 | 11 | 9  | +2  |
| Eliminados na fase de grupos    |                      |    |    |   |   |   |    |    |     |
| 17                              | Atlético Mineiro     | 14 | 10 | 4 | 2 | 4 | 13 | 14 | –1  |
| 18                              | Melgar               | 14 | 10 | 4 | 2 | 4 | 6  | 11 | –5  |
| 19                              | Palestino            | 13 | 10 | 3 | 4 | 3 | 13 | 12 | +1  |
| 20                              | Peñarol              | 10 | 6  | 3 | 1 | 2 | 7  | 5  | +2  |
| 21                              | Deportes Tolima      | 8  | 6  | 2 | 2 | 2 | 7  | 8  | –1  |
| 22                              | Sporting Cristal     | 7  | 6  | 2 | 1 | 3 | 8  | 11 | –3  |
| 23                              | Universidad Católica | 7  | 6  | 2 | 1 | 3 | 7  | 11 | –4  |

| Eliminados na fase de grupos |                           |     |   |   |   |   |    |    |     |
| Pos                          | Times                     | Pts | J | V | E | D | GP | GC | SG  |
| 24                           | Universidad de Concepción | 6   | 6 | 1 | 3 | 2 | 9  | 11 | –2  |
| 25                           | Rosário Central           | 5   | 6 | 1 | 2 | 3 | 6  | 10 | –4  |
| 26                           | Deportivo Lara            | 5   | 6 | 1 | 2 | 3 | 4  | 10 | –6  |
| 27                           | Jorge Wilstermann         | 5   | 6 | 1 | 2 | 3 | 5  | 14 | –9  |
| 28                           | Huracán                   | 4   | 6 | 1 | 1 | 4 | 5  | 9  | –4  |
| 29                           | San José                  | 4   | 6 | 1 | 1 | 4 | 7  | 19 | –12 |
| 30                           | Zamora                    | 3   | 6 | 1 | 0 | 5 | 6  | 10 | –4  |
| 31                           | Junior de Barranquilla    | 3   | 6 | 1 | 0 | 5 | 1  | 8  | –7  |
| 32                           | Alianza Lima              | 1   | 6 | 0 | 1 | 5 | 2  | 12 | –10 |
| Eliminados na terceira fase  |                           |     |   |   |   |   |    |    |     |
| 33                           | Defensor Sporting         | 7   | 6 | 2 | 1 | 3 | 9  | 8  | +1  |
| 34                           | Atlético Nacional         | 7   | 4 | 2 | 1 | 1 | 2  | 1  | +1  |
| 35                           | Talleres                  | 5   | 4 | 1 | 2 | 1 | 5  | 4  | +1  |
| 36                           | Caracas                   | 5   | 4 | 1 | 2 | 1 | 3  | 4  | –1  |
| Eliminados na segunda fase   |                           |     |   |   |   |   |    |    |     |
| 37                           | Delfín                    | 8   | 4 | 2 | 2 | 0 | 6  | 2  | +4  |
| 38                           | Deportivo La Guaira       | 4   | 4 | 1 | 1 | 2 | 2  | 3  | –1  |
| 39                           | Barcelona de Guayaquil    | 3   | 2 | 1 | 0 | 1 | 1  | 3  | –2  |
| 40                           | Independiente Medellín    | 2   | 2 | 0 | 2 | 0 | 2  | 2  | 0   |
| 41                           | Danubio                   | 1   | 2 | 0 | 1 | 1 | 4  | 5  | –1  |
| 42                           | Universidad de Chile      | 1   | 2 | 0 | 1 | 1 | 0  | 1  | –1  |
| 43                           | São Paulo                 | 1   | 2 | 0 | 1 | 1 | 0  | 2  | –2  |
| 44                           | The Strongest             | 1   | 2 | 0 | 1 | 1 | 2  | 6  | –4  |
| Eliminados na primeira fase  |                           |     |   |   |   |   |    |    |     |
| 45                           | Real Garcilaso            | 3   | 2 | 1 | 0 | 1 | 2  | 2  | 0   |
| 46                           | Bolívar                   | 3   | 2 | 1 | 0 | 1 | 5  | 6  | –1  |
| 47                           | Nacional                  | 0   | 2 | 0 | 0 | 2 | 1  | 5  | –4  |

|  |                                                           |
|  | Classificado à Copa do Mundo de Clubes da FIFA de 2019    |
|  | Transferidos à segunda fase da Copa Sul-Americana de 2019 |